# 杰米·奧利弗
傑米·崔佛·奧利佛，MBE（1975年5月27日—）是一位英國廚師、餐館老闆、烹飪推廣家，最早在BBC節目（The Naked Chef）進入公眾視野，他因擅長使用有機食品，以及幫助改變英國學校的飲食習慣而為人熟悉。

## 人物传记
在英國艾塞克斯郡（Essex）一個名叫克萊維林（Clavering）的小村莊出生和長大。雙親經營一家叫做「板球員」（The Cricketers）的酒吧。在1989年與Leigh Haggerwood組了一個叫做 「Scarlet Division」的樂隊。由於傑米·奧利佛有閱讀困難症，他在學校的歷程並不算十分順利，最終無法順利畢業。他於16歲進入西敏寺飲食學院（Westminster Catering College）就讀。他在倫敦的主廚Gennaro Contaldo身邊工作了七年，並敬稱對方爲自己在廚藝界的良師，1997年，當他在倫敦「the River Café」任職時，被電視製作人Patricia Llewellyn發掘，促成他在電視上的首次露面。 這位製作人是在觀看一部名爲《Christmas at the River Café》的紀錄片時，就立即發現了傑米·奧利佛的明星潛質。
兩集非常受歡迎的《大城小廚》（The Naked Chef）分別於1998年和1999年拍攝完成。在2000年6月24日，他和暱稱爲「Jools」的模特Juliette Norton結爲連理。兩人於1993年認識，2人目前育有三個女兒和一個兒子。女兒分別命名爲Poppy Honey（於2002年3月出生），Daisy Boo（於2003年4月出生）和Petal Blossom (於2009年4月出生)。兒子名為Buddy Bear Maurice(於2010年9月出生)。傑米·奧利佛後來又與美食聯播網（Food Network）和英國電視節目製作公司Fremantlemedia簽約錄製《大城小廚第二輯》（Oliver's Twist）節目，事業更上一層樓。
2003年6月，傑米·奧利佛在英女王官方生日時頒佈的榮譽名單裏被宣佈授予英帝國員佐勳章（MBE）。他也開設了一家名爲「Fifteen」（十五）的慈善餐廳，並在那裏訓練15名下層的貧窮青年，讓他們有機會進入餐飲行業。類似的主題餐廳已計劃將在全球範圍開展。阿姆斯特丹的「Fifteen」餐廳已於2004年12月開業。位於康瓦耳和墨爾本的「Fifteen」餐廳也計劃於2006年夏天開始營業。他也在泰晤士報撰寫專欄。根據推測他應該已經是一名千萬富翁。傑米·奧利佛也是一個有機食物的支持者。

### 事業破產
Jamie's Italian，是Jamie與其朋友對意大利菜的熱誠而開設的意大利餐廳，於2008年在英國牛津開設第一間店，先後分別於澳洲、俄羅斯、新加坡、愛爾蘭、土耳其等各地開設分店，至2015年共有40多間分店於不同國家地區。2013年7月在新加坡開設亞洲第一間分店。2014年9月在香港銅鑼灣開設亞洲第二間分店。2015年5月在香港尖沙咀開設亞洲第三間分店。
2019年餐飲王國破產宣告收攤，恐導致旗下1,300名員工隨時失業，他事業2017年就陷入經營困境，數家義大利餐廳Jamie's Italian和牛排館Barbecoa相繼關閉，最後一間Union Jacks連鎖餐廳收攤，經營近10年的雜誌Jamie也跟著停刊。欠銀行、房東、供應商等約7,150萬英鎊未還，另欠員工薪水220萬英鎊。奧利佛發聲明表示，對於破產感到非常悲傷。
英國《金融時報》分析，奧利佛系列餐廳的一大亮點，是他隨時可能出現在餐廳關心顧客，甚至親自下廚的驚喜，但後來他幾乎不再出現於餐廳，而這些餐廳與其他競爭店家相比，口味也並沒有非常出色，同時網路外送餐點的興起，也減少了光顧的顧客，加上房地產炒作又拉高了許多租金和物價等社會成本，但消費者錢包卻沒上升，只能減少去較高價餐廳的次數，退而到相對低價的餐廳用餐。

### 電視節目
傑米·奧利佛主持的第一個節目系列是英國國家廣播公司（BBC）的《原味主廚》。節目的標題是表示傑米·奧利佛的食譜都相當的簡單，並強調保留食材的原味，和裸體並沒有任何關係。傑米·奧利佛數次承認他對這個節目名稱並感到不太高興，這個名稱是由製作人Patricia Llewellyn提出（在本節目的英國版本片頭中，其中一個片段是傑米·奧利佛向一個未露面的發問者說「想都別想！不是我裸體，是食物！」）。這個節目的成功也促成了《Return of the Naked Chef》和《Happy Days with the Naked Chef》兩本書的推出。
其後電視節目推出其他系列。
傑米·奧利佛也客串主持及評審參加包括第十五季: 2023與第十六季: 2024的我要做廚神 (澳洲版)前兩集開場。

### 現場節目
2001年的「The Happy Days Live Tour」是傑米·奧利佛首次的現場演出，在英國、澳洲和紐西蘭都有數場演出。在門票幾乎銷售一空的場地中，傑米·奧利佛在舞台上現場烹飪食物，並且和觀眾互動，內容包括競賽、音樂，以及通常只在流行音樂演唱會中才會出現的舞台特效。他在表演中演唱了由雷格·海格伍德（Leigh Haggerwood）創作的歌曲《Give It To Me Hot》（直譯為：趁熱給我）。傑米·奧利佛每年都會參與英國國家廣播公司（BBC）的烹飪節目演出，並且在2006年再度於澳洲展開巡迴的現場演出，演出地點為悉尼和墨爾本，節目內容和之前的現場節目有相同的要素，特別來賓Gennaro Contaldo（傑米的好友）、來自倫敦「Fifteen」餐廳的學生，以及其他人特別寫了一首名為《Fish Stew （页面存档备份，存于）》（直譯為：燉魚）的歌曲，這次的現場演出非常成功。

## 爭議與批評
儘管傑米·奧利佛在個人事業上獲得極大的成功，但是他也經常成為其他名人或英國的特定族群民眾嘲弄的對象。他如青少年般「輕浮」（laddish）的態度，和接近九〇年代中後期現象的口音，使他成為部份人士心中不受歡迎的代表人物，以及電子郵件笑話中的題材。而由於奧利佛在英國媒體上的大量密集曝光，也造成另外一種的批評聲音（參見廣告、電視節目、和書籍章節）。
在2003年，傑米·奧利佛在英國第四頻道（Channel 4）的「100位最糟糕英國人」票選中獲得第28名。雖然這項投票的立意並不太嚴肅和正經，但其靈感是來自英國國家廣播公司（BBC）的「100位最偉大英國人」票選。票選的主旨是要找出100位社會大眾由喜愛轉為厭惡的英國人。提名的人物必須為英國人，並且不可為已過世、正在服刑或審判中的人。
2005年，由於傑米·奧利佛在電視節目中屠宰小羊，使他受到新聞記者、動物人權人士以及部份社會大眾的強烈抨擊。他在《大城小廚遊意篇》（Jamie's Great Escape）節目中割斷一頭小羊的喉嚨，但是卻沒有先使小羊昏厥。傑米·奧利佛也因此可能違反歐盟法律中在屠宰過程中保護動物的規定—所有動物必須先昏厥後才可宰殺。有民眾要求控告奧利佛虐待動物。
當傑米·奧利佛在他的校園食物活動中坦率的提出各種建言的同時，部份記者和家長卻批評傑米·奧利佛經常在節目中以「混帳」(asshole)等粗俗字詞咒罵為子女提供不健康食物的父母。
2006年9月26日，傑米·奧利佛和英國南约克郡的一起成為頭版的新聞，由於一群家長集體抗議反對傑米·奧利佛推薦的午餐（所有該校的1,100名小學生每天必須食用兩份水果和三份蔬菜）。家長們說「我們的孩子有權力選擇他們愛吃的食物」。隨後家長們在學校附近的快餐店中購買午餐，並將熱騰騰的午餐隔著圍籬交給在校內等待的兒女。傑米·奧利佛針對此事回應「我已經受夠了這些混帳家長」、「如果他們想要害死他們的兒女，就讓他們這麼做吧」。
這起在學校發生的事件，成為當地小報以及BBC新聞的頭條，而家長和傑米·奧利佛兩方都有受到批評。

## 著作
他撰寫過多本成功的食譜。包括：
- Something for the Weekend, ISBN 0-14-102258-2
- The Naked Chef，ISBN 0-7868-6617-9
- The Return of the Naked Chef，ISBN 0-7181-4439-2
- Published in America as The Naked Chef Takes Off, ISBN 0-7868-6755-8
- Happy Days with the Naked Chef，ISBN 0-7868-6852-X
- Jamie's Kitchen，ISBN 1-4013-0022-7
- Jamie's Dinners，ISBN 1-4013-0194-0
- Jamie's Italy，ISBN 0-7181-4770-7
- Cook With Jamie:My Guide To Making You A Better Cook,ISBN 0-7181-4771-5
- Jamie's Little Book of Big Treats, ISBN 0-14-103146-8
- Jamie at Home:Cook Your Way to the Good Life,ISBN 978-0-7181-5243-7
- Jamie's Ministry of Food: Anyone Can Learn to Cook in 24 Hours, ISBN 978-0-7181-4862-1
- Published in America as Jamie’s Food Revolution: Rediscover How to Cook Simple, Delicious, Affordable Meals,

ISBN 978-1-4013-2359-2
- Jamie's Red Nose Recipes, ISBN 978-0-14-104178-0
- Jamie's America, ISBN 978-0-7181-5476-9
- Jamie does… Spain, Italy, Sweden, Morocco, Greece, France, ISBN 978-0-7181-5614-5
- Jamie's 30-Minute Meals, ISBN 978-0-7181-5477-6
- Jamie's Great Britain, ISBN 978-0-7181-5681-7
- Jamie's 15 Minute Meals, ISBN 978-0718157807

上述書籍在台灣已翻譯成中文版本的有:
- 來吃義大利：傑米奧利佛的美食出走(Jamie's Italy)，ISBN 9789862292525
- 傑米·奧利佛的歐非美食漫遊(Jamie does… Spain, Italy, Sweden, Morocco, Greece, France)，ISBN 9789862294598
- 傑米·奧利佛30分鐘上菜(Jamie's 30-Minute Meals)，ISBN 9789862297254
- 傑米·奧利佛15分鐘上菜(Jamie's 15 Minute Meals)，ISBN 9789862298534
- 傑米‧奧利佛省錢上菜(Save with Jamie)，ISBN 9789863421245
- 傑米．奧利佛的療癒食物(Jamie's Comfort Food)，ISBN 9789863422853
- 傑米．奧利佛的超級食物(EVERYDAY SUPER FOOD)，ISBN 9789863426004
- 傑米‧奧利佛的家庭餐桌：超級食物升級版(Super Food Family Classic)，ISBN 9789863428244
- 傑米‧奧利佛的簡單餐桌(5 Ingredients - Quick Easy Food)，ISBN 9789863429845

### 傳記
- Jamie Oliver: The Biography，Stafford Hildred 著（2001年）ISBN 1-903402-55-7
- Jamie Oliver: Turning Up the Heat，Gilly Smith 著（2006年）ISBN 0-233-00168-9

### 兒童小説
- Billy and the Giant Adventure, ISBN 0241596130

### DVD
- 奧利佛廚房01-04(Part I Oliver's Kitchen01-04)
- 奧利佛廚房05-07(Part I Oliver's Kitchen05-07)
- 奧利佛挑主廚(Jamie's chef)
- 校園主廚奧利佛(Jamie's School Dinner)
- 奧利佛校園再出擊(Jamie's Return to School Dinner)
- 家庭煮夫奧利佛 第一季(1)DVD(Jamie at Home Season.1 Part.1)
- 家庭煮夫奧利佛 第一季(2)(Jamie at Home Season.1 Part.2)

## 軼事
- 許多報導指出傑米·奧利佛是布萊德·彼特的友人，當布萊德·彼特和珍妮佛·安妮斯頓結婚時，曾邀請傑米·奧利佛和他的妻子茱麗絲（Jules）到布萊德·彼特位於洛杉磯的家中，為他們烹調食物。布萊德·彼特多年來習慣收看奧利佛主持的美食節目。他們兩人也常在電影的首映典禮上一起拍照。

## 外部連結
- 傑米·奧利佛的官方網站 （页面存档备份，存于）（英文）
- 傑米·奧利佛澳洲網站 （页面存档备份，存于）（英文）
- 旅遊生活頻道上的奧利佛簡介 （页面存档备份，存于）（中文）
- 傑米·奧利佛：以廚藝作跳板，傳遞生活的自由風格 （页面存档备份，存于）（中文）
- 傑米·奧利佛 - 家庭烹飪日 （页面存档备份，存于）（英文）
- 《大城小廚》節目的官方網站（英文）
- 加拿大的傑米·奧利佛支持者網站 （页面存档备份，存于）（英文）
- 澳洲的傑米·奧利佛支持者網站 （页面存档备份，存于）（英文）
- 傑米·奧利佛在 BBC 上的簡介 （页面存档备份，存于）（英文）
- 《Return to Jamie's Kitchen》節目網頁 （页面存档备份，存于）（英文）
- Scarlet Division（傑米的品牌）（英文）
- Fish Stew－2006年現場演出歌曲 （页面存档备份，存于）（英文）
- 《大城小廚》主題曲 - Just The Start （页面存档备份，存于）（英文）
- 《大城小廚學生餐》節目網頁（英文）
- 傑米的「Feed me better」活動網站 （页面存档备份，存于）（英文）
- Fifteen Cornwall 餐廳評論 （页面存档备份，存于）（英文）
- 傑米·奧利佛在互联网电影资料库（IMDb）上的資料（英文）